# Budova Lékařské fakulty v Hradci Králové Univerzity Karlovy
Budova Lékařské fakulty v Hradci Králové Univerzity Karlovy (také Budova teoretických ústavů Lékařské fakulty v Hradci Králové či původně Budova sborového velitelství) v Šimkově ulici (č. 870) v Hradci Králové je funkcionalistická stavba z let 1936–1938/1937–1939, kterou v roce 1936 navrhl Jan Rejchl jako velitelství II. armádního sboru. Stavba slouží jako budova teoretických ústavů.

## Popis
Jedná se o rozsáhlou monumentální třípatrovou budovu na půdorysu kruhové výseče, resp. má půdorys zhruba ve tvaru obrácené kotvy. Specifické je, že hlavní (přední/uliční) křídlo je půdorysně zaoblené. K němu na severní straně kolmo přiléhá zadní křídlo, oddělené spojovacím krčkem. Přední křídlo má v plném rozsahu polozapuštěný suterén. Na něj navazuje pět nadzemních podlaží. Budovu tvoří trojtrakt skeletové konstrukce, do něhož jsou vloženy příčky dle potřeby.
Hlavní objekt s dvorem s ohrazením a dvorními objekty byl vystavěn na zčásti odbouraném ravelinu IX barokní bastionové pevnosti.

## Historie

### Vznik budovy a její první využití
Do konce 19. století byl Hradec Králové vojenskou pevností. Roku 1891 bylo město prohlášeno za samostatné a ihned se začalo rozvíjet. Když o několik desetiletí později československá armáda hledala vhodné místo pro umístění velitelství svého II. sboru, byl Hradec Králové celkem jasnou volbou. O výstavbě se dle dochovaných dokumentů v okresním archivu jednalo od roku 1933. Definitivní rozhodnutí o zbudování dostatečně velkých a reprezentativních prostor padlo v roce 1935. Neshody o umístění budovy i o jejím vzhledu však zahájení stavby ještě více oddálily oddálily. Až 22. května 1936 nakonec městské zastupitelstvo schválilo definitivní staveniště na místě bývalého pevnostního ravelinu č. IX, který je dosud patrný za zadním křídlem budovy. Toto místo bylo zvoleno i přes silné protilobby tehdejšího starosty Josefa Pilnáčka a strany Národního sjednocení. Tato skupina chtěla chtěla primárně z důvodů soukromě-finančních lokalizovat velitelství na Malé náměstí, kvůli čemuž mělo dojít ke zbourání řady budov včetně staré radnice.
Výsledný projekt v roce 1936 vypracoval významný místní architekt Jan Rejchl. Ačkoliv byla budova určena pro armádu, stavělo ji město na vlastních pozemcích a vlastním nákladem, ovšem s nutností vzít si úvěr. Armáda, resp. vojenská správa měla dle smlouvy MNO 5444/36 platit v půlročních splátkách nájemné. Město mělo zároveň dodávat vodu a elektřinu za co nejvýhodnějších podmínek podobně jako pro dělostřelecký pluk.
Budova tedy vznikla jako velitelství II. armádního sboru. Přestěhování velitelství II. armádního sboru do nové budovy bylo naplánováno na 1. října 1938, ovšem následující události změnily situaci. Mnichovská dohoda a následné vyhlášení Protektorátu Čechy a Morava přinesly stavbě zcela jiný osud. V březnu 1939 obsadil budovu wehrmacht a během války se v ní postupně usídlilo gestapo, luftwaffe, Červený kříž, poštovní úřad, oddíly německé policie, úřady NSDAP i řada dalších institucí. Sídlil zde i Oberlandrat.
V závěru druhé světové války část budovy sloužila jako německý vojenský lazaret. Z dobových materiálů se lze dozvědět, že v květnu 1945 byli ranění němečtí vojáci z lazaretu opuštěni ustupujícími jednotkami a následně se jich ujaly české ošetřovatelky. Krátce na to však byli tito vojáci odsunuti.

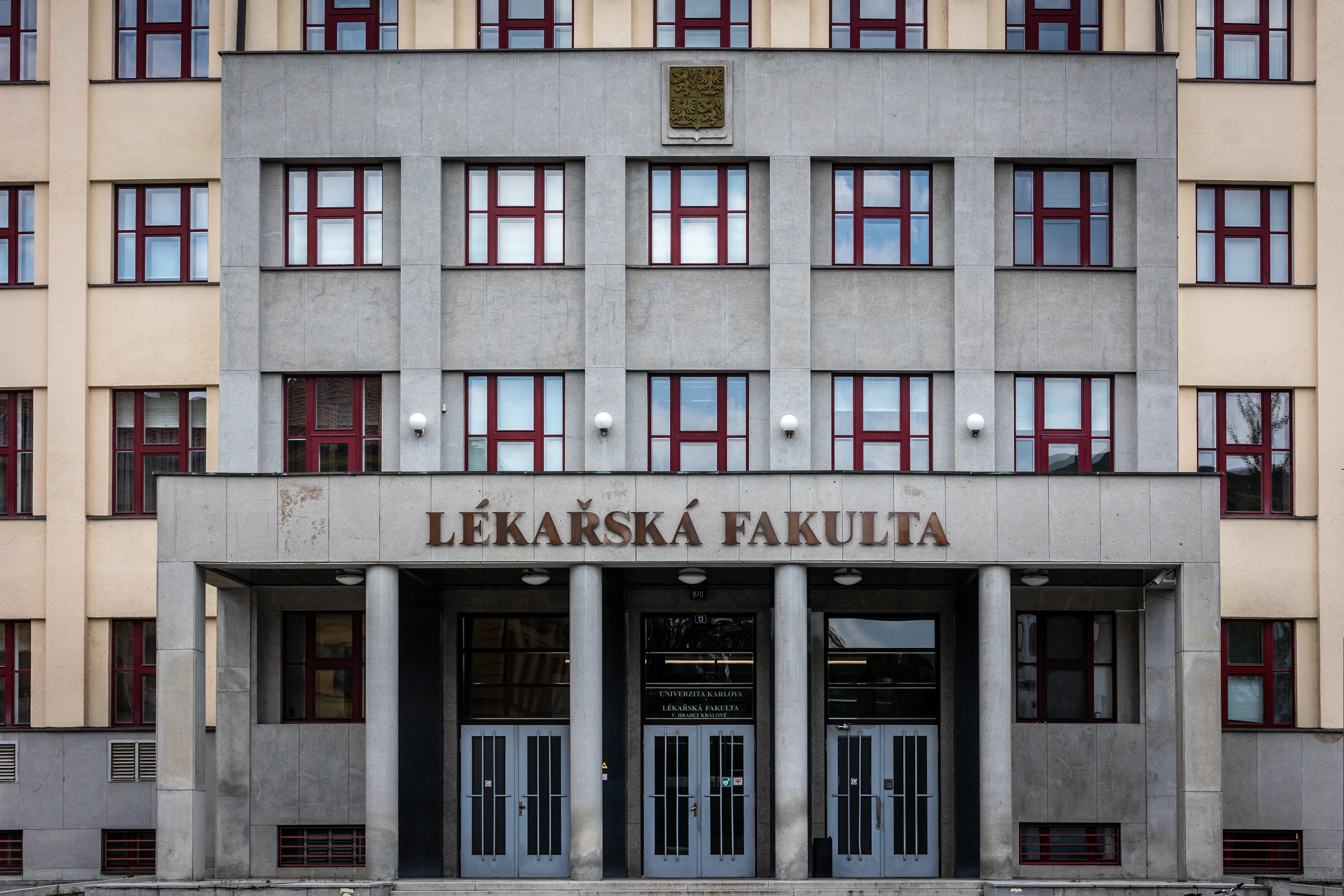
Detail hlavního vstupu

### Poválečný osud – budova lékařské fakulty
Po válce byla budova upravena pro první nově zřízenou československou vysokou školu, tedy místní lékařskou fakultu založenou v roce 1945. Jak přesně tento proces probíhal, vysvětlují další řádky. 
Po konci druhé světové války hned v květnu 1945 začala probíhat první jednání o možnosti zřízení lékařské fakulty v Hradci Králové a bývalé sborové velitelství bylo jednou z nejvhodnějších budov pro tento účel. Budova byla fakultě postoupena na pět let tehdejším ministrem národní obrany Ludvíkem Svobodou. Československá armáda už neměla v úmyslu budovu využívat a vzhledem k tomu, že se v ní velitelství nikdy nestihlo zabydlet, byly prostory stavby ve velmi dobrém stavu, ačkoliv byly silně znečištěny působením válečné nemocnice.
V srpnu 1945 obdržela Lékařská fakulta Univerzity Karlovy od prezidenta Edvarda Beneše zmocnění učinit taková opatření, která povedou ke zřízení pobočky v Hradci Králové. Po několikaletém válečném výpadku vyvstala potřeba uspokojit poptávku po studiu medicíny a nové kapacity v Hradci Králové slibovaly poskytnout až 1000 míst. Významným faktorem bylo také to, že život v Hradci si mohli dovolit i studenti z vesnických rodin, pro něž by bylo studium v Praze nebo Brně finančně neúnosné.
Od léta 1945 se pro potřeby fakulty počítalo právě s budovou sborového velitelství. Mimo lékařů, kteří působili v královéhradecké okresní nemocnici, se o rychlý vznik fakulty zasadili také studenti a uchazeči. Medici se chopili nářadí a čisticích prostředků a budovu po válce uzpůsobili akademickým potřebám. Bez jejich iniciativy a nadšení by fakulta nemohla vzniknout. V letech 1946–1947 prošla budova stavebními úpravami pro potřeby lékařského provozu, kterých se znovu ujal původní architekt Jan Rejchl. Dočasně byla v budově (tehdy už lékařské fakulty) umístěna i základní učňovská škola. Na počátku roku 1948 vyšla v tisku informace o tom, že vojenská správa vrátila budovu městu, a může tak být plně využita pro potřeby lékařské fakulty.
Slavnostní otevření fakulty se uskutečnilo dne 25. listopadu 1945 za účasti představitelů českých vysokých škol a vlády. Problematickým byl ovšem status fakulty, od samého počátku nevyjasněný. Původně šlo o pobočku lékařské fakulty v Praze. Prezident Edvard Beneš však vedení přislíbil, že pokud se jí dobře povede, mohla by se stát základem nové univerzity se sídlem v Hradci Králové. Koncem roku 1948 proto sbor fakulty požádal prezidenta o rozřešení situace buď zřízením nové univerzity, nebo přiznáním statusu samostatné fakulty Univerzity Karlovy.
Situace nabrala nečekaný spád, když byla pobočka roku 1951 přeměněna na Vojenskou lékařskou akademii. Akademie byla vládou výrazně finančně podporována, ovšem studentské svobody a výsledky akademické práce se musely podřídit vojensko-politickému řízení školy. Tato etapa však trvala jen relativně krátce. Roku 1958 byla akademie rozkazem ministra národní obrany zrušena a fakulta přešla opět pod správu UK, tentokrát již jako samostatné pracoviště. Záhy došlo k velkému rozvoji fakulty jako vědeckého a lékařského pracoviště, mezi nejznámějšími projekty zmiňme například operace srdce s použitím mimotělního oběhu prof. Jaroslava Procházky nebo rozvoj dodnes unikátního a špičkového neurochirurgického pracoviště.
V letech 1951–1952 byla v přízemí budovy umístěna oddělení Státní studijní knihovny.
V roce 1958, tedy hned 20 let po dokončení, byla budova prohlášena za kulturní památku.

### Rekonstrukce 2013–2014
Rekonstrukce budovy byla projektově zpracována v letech 2011–2013. Vlastní stavební úpravy probíhaly od března 2013 do prosince 2014. Rekonstrukce si vyžádala náklady 66,6 mil. Kč.
Rekonstrukce a modernizace vnitřních částí objektu teoretických ústavů umožnilo přemístění Ústavu soudního lékařství do nové budovy v areálu fakultní nemocnice. Do původních prostor se mohly rozšířit ústavy anatomie, histologie a embryologie.
V 1. nadzemním podlaží východního traktu C vznikla multimediální posluchárna pro 80 studentů dělitelná akustickou příčkou na dvě kapacitně srovnatelné posluchárny. Rekonstrukcí prošla také hala, do níž byla umístěna velkoplošná skládaná obrazová stěna z devíti displejů (slouží jako informační tabule, ale může také promítat záznam přednášky z velké posluchárny, a rozšířit tím její kapacitu). Vzniklo také občerstvení, nad nímž byla umístěna řídicí místnost AV techniky. Na chodbách byly instalovány interaktivní displeje jako informační panely pro návštěvníky. Úpravy se dočkala počítačová učebna, studovna, pracovna, společenská místnost a sociálně technické zázemí. Opravou prošla i část traktu D (2. nadzemní podlaží – histologie a 5. nadzemní podlaží, kde vznikla nová multimediální učebna histologie). Součástí projektu bylo též očištění a oprava historických detailů, při níž byly používány materiály obdobné těm historickým pro zachování co největší autenticity.

## Zajímavosti
V roce 2015 se konala výstava k 70. výročí založení fakulty, kde byla prvně podrobně odprezentována i historie budovy. K výstavě vznikla i kniha.